# Maradi, Niger
Maradi là một thành phố ở Niger. Đây là trung tâm hành chính của vùng Maradi.

## Nhân khẩu
| Năm  | Dân số  |
| ---- | ------- |
| 1977 | 44.458  |
| 1988 | 110.005 |
| 2001 | 148.017 |
| 2012 | 267.249 |

## Người nổi tiếng
- Siradji Sani, cầu thủ bóng đá
- Mariama Gamatié Bayard, ứng cử viên tổng thống năm 2011

## Hình ảnh

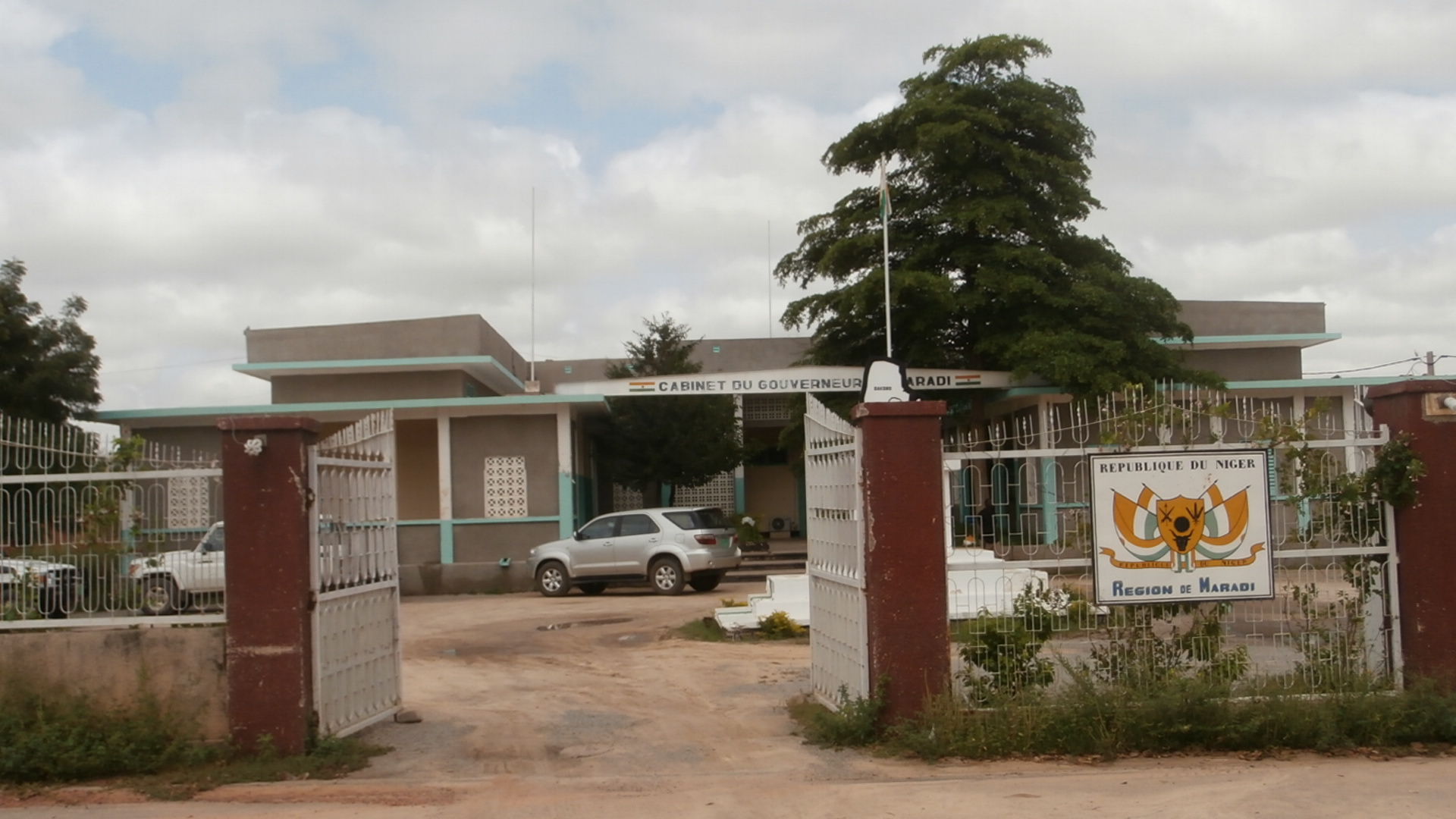
Trụ sở chính quyền thành phố
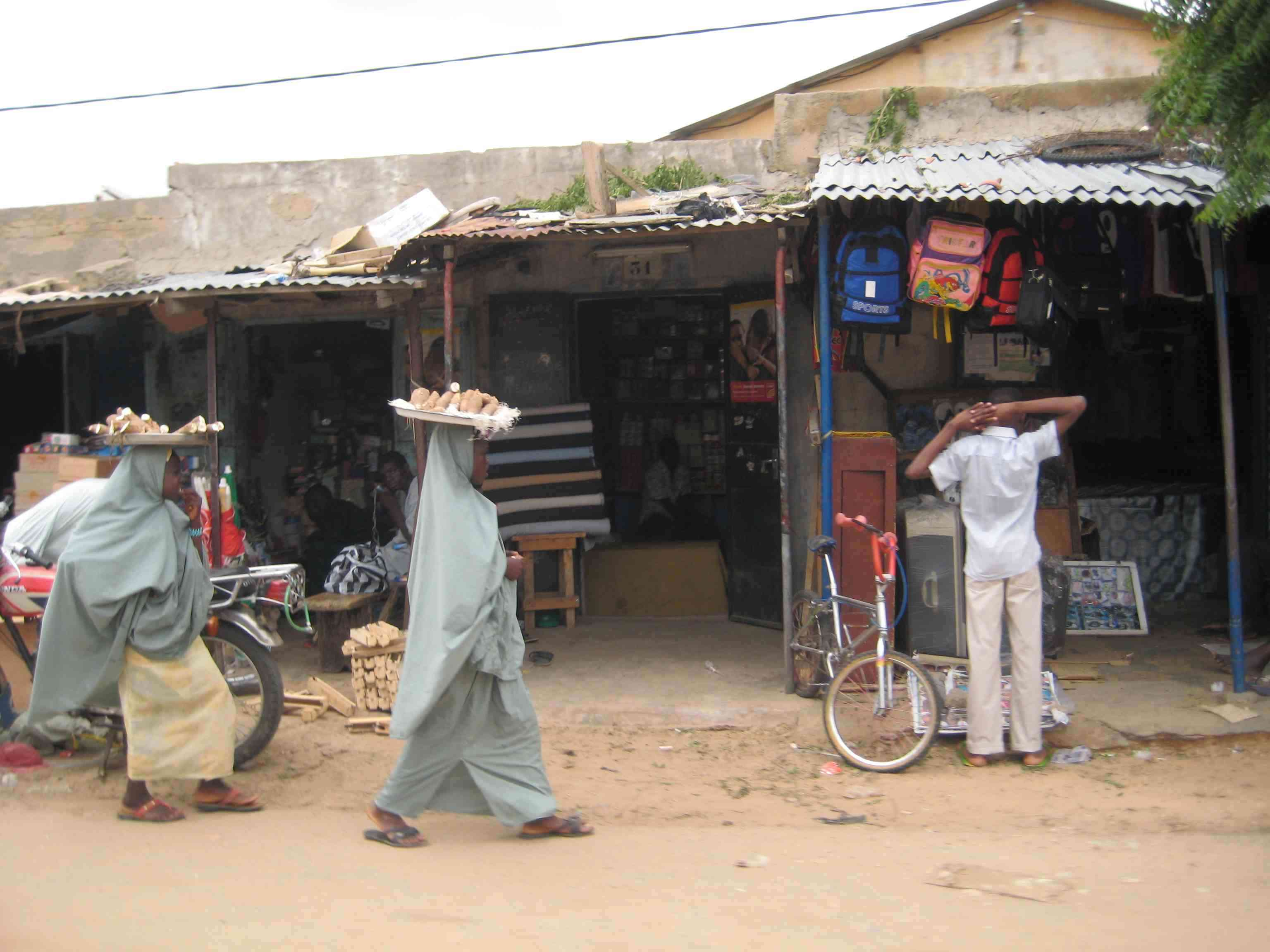
Đường phố ở Maradi
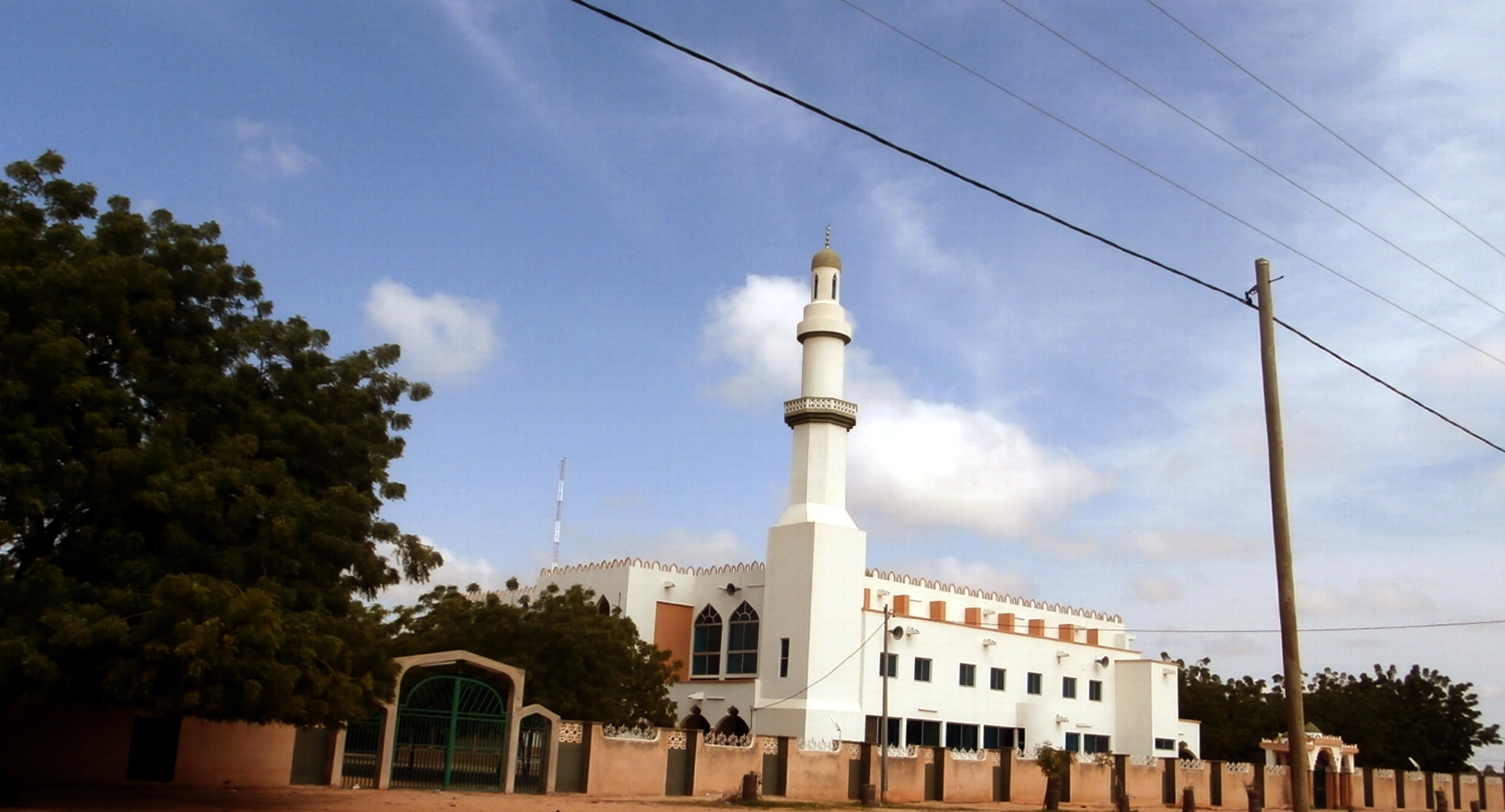
Một nhà thờ Hồi giáo ở Maradi
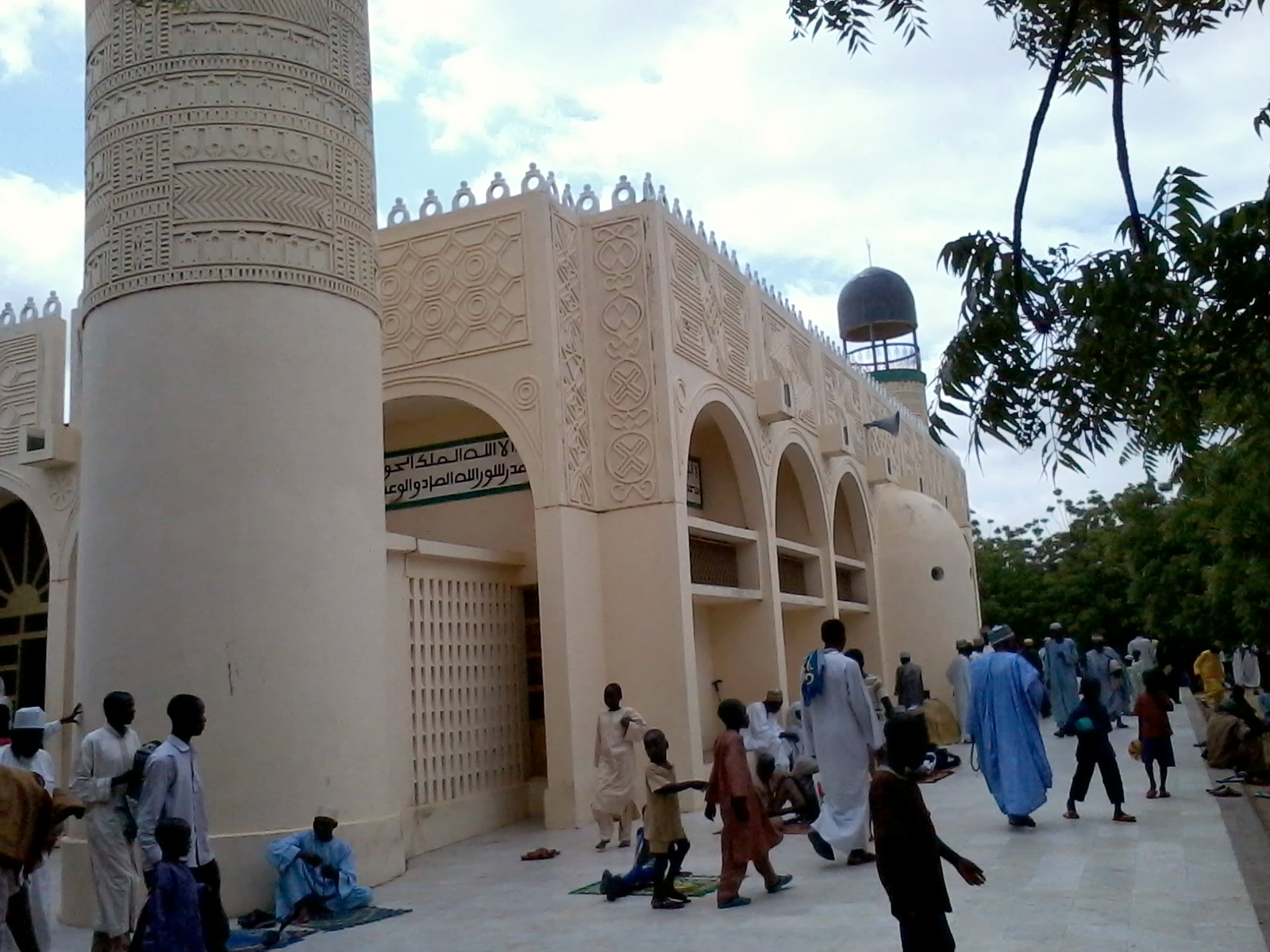
Các tín đồ tại Nhà thờ Hồi giáo Tchana
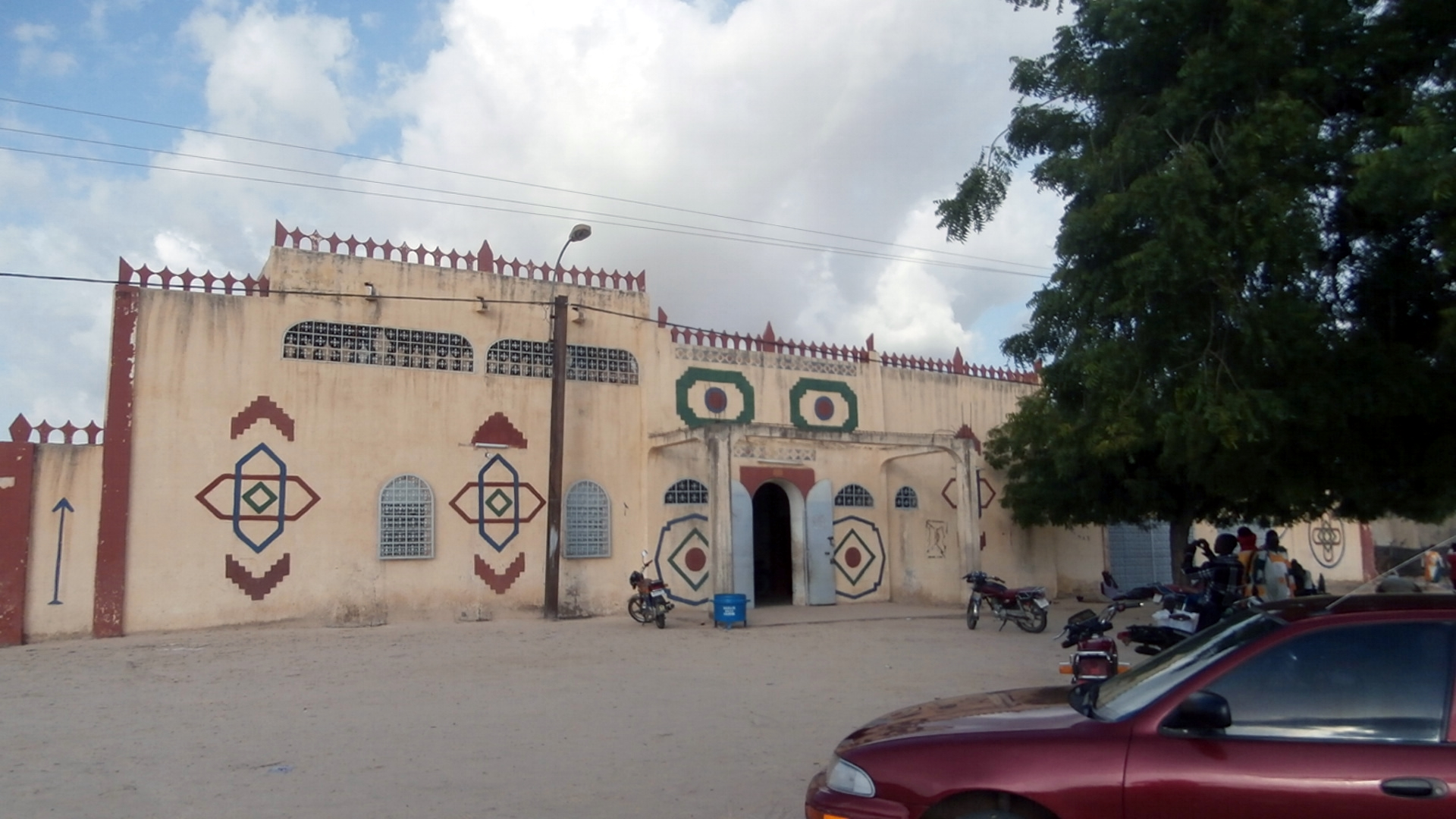
Ngôi nhà truyền thống với kiến trúc Hausa